# Telefonnummer
Et telefonnummer er en talkode bestående af et antal cifre, der identificerer et telefonabonnement eller en teletjeneste. Nummeret bruges til at kontakte abonnenten eller tjenesten. 
I Danmark består sædvanlige telefonnumre af 8 cifre. Særlige tjenester som eksempelvis alarmopkald (112) eller lægevagt (1813) kan dog bestå af færre cifre. I tillæg til de nationale telefonnumre kan indtastes landekoder, for Danmarks vedkommende 0045 (eller +45). 